# Mouvement contre la réforme Savary des universités de 1983
Le mouvement contre la réforme Savary des universités de 1983 est une série de polémiques, grèves, manifestations et occupations de sites symboliques pour contester un projet de loi visant à réformer les universités françaises, qui deviendra une loi promulguée en janvier 1984.
Cette vaste réforme des premiers cycles universitaires, menée par le ministre de l'Éducation Alain Savary, veut lutter contre le chômage par la recherche et la professionnalisation. Elle voit se concrétiser les premières expériences de contractualisation entre État et Universités, à qui le ministère propose de décliner dans chaque unité d'enseignement et de recherche des propositions d'aménagements formulées par les élus étudiants et enseignants. Le ministre refuse l’« université-parking », c’est pourquoi il multiplie les filières professionnelles et les diplômes d’ingénieurs.
La contestation de cette réforme se traduit par des grèves organisées par la droite et l'extrême droite dans les universités les plus à droite au début des années 1980.

## Le contexte dans les universités

### Le tournant de la rigueur pour la Gauche au pouvoir
L'économie européenne est déprimée gepuis le deuxième choc pétrolier de 1980 et l'économie française subit en plus le tournant de la rigueur, qui s'effectue en deux phases successives, automne 1982 et avril 1983, et oblige à innover car les crédits se tarissent.

### Le retour de l'UNEF ID aux élections universitaires
Dès 1981, apprenant l'intention du nouveau gouvernement socialiste d'abroger la loi Faure organisant les universités, l'UNEF – Indépendante et démocratique annonce son intention de désormais participer aux élections universitaires pour, dit-elle, « faire entrer le changement à l'université ». Un virage décidé lors du deuxième congrès de l’UNEF – Indépendante et démocratique, réuni à la Mutualité du 13 au 16 février 1982, après de houleux débats. 
C'est la fin d'un boycott de dix ans des élections universitaires prôné par ce syndicat étudiant et ses ancêtres, l'Unef-US et le MAS, depuis la scission de l'UNEF en deux en 1971.
Le retour de l'UNEF ID aux urnes ne suffit cependant pas à réveiller la participation électorale. Lors des élections universitaires nationales de mars 1983 auxquelles participent seulement 25 % des étudiants, l’UNEF Solidarité Étudiante n'avait obtenu que 21,04 % des voix et 1 484 sièges dans les CROUS contre 19,86 % à l’UNEF – Indépendante et démocratique et 1 645 sièges. Les autres syndicats étudiants sont largement en retrait : la CNEF obtient 4,2 % des voix et 153 sièges ; le CELF 3 % et 105 sièges ; l’UNI 3 % et 125 sièges ; PSA moins de 1 %.

### Le  projet de loi, ses espoirs et ses difficultés
Les initiateurs du projet de loi veulent que, dès le premier cycle, il y ait une initiation réelle à la recherche et que celui-ci ne soit plus uniquement tourné vers la formation d'enseignants ou de chercheurs mais découpé en fonction de grands secteurs professionnels, car il fait la  constatation que 37% des étudiants abandonnent dès la fin de la première année, un phénomène qui s'accentue encore en fin de seconde année, alors que l'enseignement très général est très difficilement monnayable sur le marché de l'emploi.
Cette réforme des premiers cycles verra les premières expériences de contractualisation État/Université. La loi crée notamment le Conseil des études et de la vie universitaire (CEVU), qui a un rôle consultatif, mais qui instruit aussi les demandes d’habilitation et les projets de nouvelles filières.
La première difficulté vient du fait que le champ d'application de la loi, qui à la différence de la loi Edgar Faure, affecte non seulement les universités, mais tous les établissements post secondaires, ce qui risque de créer une inquiétude dans les grandes écoles, établissements spécialisés et IUT, même si leur mobilisation n'y sera que modeste. Le 26 mai, un millier d’étudiants représentant une cinquantaine de grandes écoles ont ainsi manifesté pendant trois heures à Paris contre le projet de loi Savary.
La seconde difficulté vient du fait que le ministre Alain Savary n’est pas un spécialiste des problèmes universitaires et n’a de connaissance des problèmes qu'on lui soumet qu'en tant que responsable politique et en tant qu’ami d’un certain nombre d’universitaires.   La loi qui porte son nom sera, cependant, jusqu'aux années 2000 la charte de l’enseignement supérieur et aura une longévité plus grande que celle de la loi Edgar Faure de la fin des années 1960, promulguée le 12 novembre 1968.

### La concertation puis l'hésitation de la fin avril
Claude Jeantet, qui enseignait la biologie moléculaire à Paris-VI, a préparé le projet de loi pendant dix-huit mois, au sein du cabinet du ministre de l'Éducation nationale.  De janvier à juin 1982, Alain Savary a reçu cent dix organisations, pas seulement celles qui sont directement liées à l'enseignement supérieur, mais aussi les grandes centrales syndicales, les partis politiques. Le projet a fait ainsi l'objet d'une large concertation en amont, auprès des syndicats d'enseignants et d'étudiants, mais celle-ci a été précipitée dans sa dernière étape. 
Le 7 octobre 1982, le ministre, appuyé par Claude Jeantet, présente officiellement son texte devant la Conférence des présidents d’universités. Cet avant-projet a été rediscuté pendant tout le dernier trimestre de 1982 et le texte définitif a été connu au début de janvier 1983, mais face au nombre modeste de réactions, « le Monde de l'Éducation » a titré : « l'Université n'intéresse personne ».
À l’annonce de l’avant-projet, le 6 janvier 1983, les réactions sont contrastées. L'UNEF-Renouveau, qui vient de se rebaptiser UNEF Solidarité Étudiante depuis son congrès de mai 1982 affiche un soutien quasi-inconditionnel à la réforme et « se félicite des perspectives de démocratisation et de professionnalisation de l’enseignement supérieur ». De son côté, l'UNEF – Indépendante et démocratique, qui a succédé depuis 1980 à l'UNEF Us a, elle, des critiques à faire, par exemple contre l'article 13 qui prévoit un concours pour passer d'un cycle à l'autre.
Entre janvier et mai 1983, les différents numéros de L’Étudiant de France – journal de l’UNEF – Indépendante et démocratique – et d’Étudiants de France – journal de l’UNEF-Solidarité Étudiante – ne contiennent que de très rares articles sur la réforme Savary et les quelques prises de position sur la loi sont très nuancées. 
Les syndicats étudiants proches de la gauche sont ainsi d'abord favorables puis l'un des deux change son fusil d'épaule et appellera même à manifester contre, le même jour que l'opposition de droite. L'UNEF-ID participe à sa manière aux grèves avec comme mot d'ordre, "non à la sélection". Jean-Christophe Cambadélis, son président, demande à Claude Jeantet « la suppression des stages dans la vie active en 1er cycle ».
L'UNEF-Solidarité étudiante souligne qu'elle approuve les motivations de la loi puis sa rédaction et appelle les étudiants à un grand " rassemblement-débat au centre Tolbiac, le 28 avril, jour même où l'UNEF – Indépendante et démocratique a décidé de manifester.  Il a donc d'abord été décidé de le repousser à l'automnecar il jette dans la rue des étudiants de grandes universités, avec la bénédiction de professeurs, parfois prestigieux dans leur disciplines (droit, médecine) mais caricaturés par la Gauche comme nostalgiques de l'avant-Mai 68. Mais le président de la République François Mitterrand a lui-même finalement fixé la date du débat devant l'Assemblée nationale afin de montrer que son allié historique au sein du PS, Alain Savary n'est pas l'homme « seul contre tous » que décrivaient certains militants ou journalistes. Finalement, tous apprendront 15 jours après que le texte doit être discuté par le Parlement à partir du 24 mai 1983.

### Les étapes de la contestation à la loi
Une première vague de contestation sans lien avec la réforme Entre janvier et avril 1983 les réactions contre la réforme Savary sont rares. Les actions sont pour l’essentiel engendrées par des difficultés budgétaires, notamment l’absence de financement de quelque 12 000 heures complémentaires, qui cause nombre de difficultés à la Sorbonne, Nanterre, Bordeaux, Grenoble : la presse parle des « universités sur la paille ». Le mouvement de protestation contre les carences budgétaires prend corps le 13 janvier 1983 à Censier mais il n'a pas de lien avec la réforme Savary en cours. Le 1er février 1983, les étudiants de Censier, en grève depuis le 14 janvier, sont rejoints dans leur action par ceux de Nanterre, et ils organisent conjointement une manifestation devant le Ministère du budget. Le 24 février 1983, les étudiants en Sciences de Rouen se mettent en grève et occupent le Rectorat pour protester contre les difficultés matérielles. Ces actions n'iront pas plus loin et ce sera finalement le mouvement des étudiants en Médecine, le « détonateur ». Il a commencé de manière diffuse en province : dès le 1er décembre 1982, les étudiants en Médecine de Clermont-Ferrand, sont en grève pour 24 heures, et ils manifestent devant le Conseil Régional, afin de protester contre le projet de réforme des études médicales.

#### La coordination des étudiants et enseignants contre le projet Savary
Le projet de loi a été adopté par le conseil des ministres le 30 mars. Une coordination nationale étudiants-enseignants contre le projet Savary, proche de l'opposition se constitue six jours après les premières grèves. Les protestataires contestent en particulier la disposition de la loi Savary supprimant la sélection à l'entrée de l'université. À l'université de Montpellier-I, très peu de cours ont lieu depuis le 21 avril dans les disciplines droit et économie, qui rassemblent plus de 7000 étudiants. Des étudiants d'Assas (université de Paris-II) ont voté à leur tour la grève le 25 avril, puis défilé le même jour dans Paris avant de faire un sit-in. Au même moment, des étudiants en droit de Malakoff (Paris-V) ont manifesté au Palais de justice de Paris. En province, Lyon-III participe, soutenu par la direction. La situation reste cependant assez calme, malgré la pression du GUD, et le président Goudet décide la fermeture de la fac.
Le 21 avril, se constitue une "coordination nationale contre le projet Savary",  à l'initiative des juristes  de Malakoff, et qui se réunit le même jour  pour une assemblée générale. La coordination se veut apolitique et asyndicale mais la presse observe qu'elle se réunit en réalité dans les locaux de la CNEF, un syndicat de droite, rue Notre-Dame-des-Champs à Paris. En 1982, le CLEF et la FNEF s'étaient unifiés au sein de la CNEF (Confédération nationale des étudiants de France). Les étudiants reprochent au projet Savary de « secondariser » en quelque sorte le premier cycle de l'enseignement supérieur, d'en abaisser le niveau, car seraient désormais admis à l'université des gens qui, par exemple, n'auraient pas le baccalauréat, via un système d'équivalence renforcé, alors qu'il existe déjà un Examen spécial d'entrée à l'Université (ESEU). 
Deux représentants du Groupe union défense font partie de la coordination qui se réunit le 21 avril. La création d'un mouvement appelé "Renouveau étudiant" lui permet d'obtenir un troisième siège. Dès le 22 avril, le mouvement touche en province les universités de Nice, Poitiers, Lyon III, Lyon II et Montpellier I tandis que la CNEF menace de boycotter les examens de fin d’année .  Le 25 avril 1983, un premier défilé est organisé par les étudiants d’Assas et de Malakoff.
Le 27 avril, des étudiants de 14 universités et grandes écoles, pour la plupart des juristes, sont représentés à une nouvelle réunion de cette coordination, suivie de la première manifestation nationale, de 7000 personnes devant les grilles de l'Assemblée nationale, et qui donne lieu rapidement à des affrontements avec la police. Le Monde dénonce la présence d'extrémistes dans le cortège tandis qu'il est  au contraire présenté par Le Figaro comme un mouvement de « jeunes bon chic, bon genre, encadré par les modérés du CELF, de la CNEF et de l’UNI ».
Les grévistes insistent sur leur indépendance, tant à l'égard des partis et syndicats que des actions menées en médecine. La première faculté non juridique à les rejoindre est Dauphine, qui pratique la sélection à grande échelle. La première grande école est l'IEP Paris. Le lendemain, c'est l’UNEF – Indépendante et démocratique qui parvient à rassembler entre 5 000 et 7 000 personnes dans les rues de la capitale. Le syndicat forme une délégation reçue par Pierre Joxe, président du groupe socialiste à l’Assemblée Nationale, qui annonce un report de l’examen du texte à la fin mai.

#### L'action des organisations étudiantes
À côté d'étudiants qui refusent toute étiquette politique, se sont retrouvés dans les 5000 manifestants des membres du Parti des forces nouvelles, du Groupe union défense (GUD, extrême droite), de l'Union nationale inter-universitaire (UNI, antimarxiste) et aussi des jeunes giscardiens du Collectif des étudiants libéraux de France (CELF). Ces manifestations étudiantes permettent au GUD de reprendre du poil de rongeur, en particulier à Paris, sous la férule de Charles-Henri Varaut et Fabrice Saulais. 
Le 5 mai deux cortèges défilent à Paris. Le premier fédère 9 000 personnes à l’appel du Comité de grève de Jussieu, faculté de sciences. Le second, organisé par la Coordination nationale des étudiants contre la loi Savary, rassemble de 6 000 à 8 000 personnes.  
Les facultés de sciences restent cependant peu mobilisées : le 12 mai, seules 38 des 750 UER de France sont touchées par la grève, dont 33 de Droit et Sciences économiques.

### Les auditions et les conflits entre coordinations et syndicats
Dans les facultés de droit de Toulouse, Lyon, Strasbourg et Aix-en-Provence, mais aussi à Paris, les militants du Groupe union défense parviennent à intégrer les délégations à la coordination.     
Alors qu'une délégation de l'UNEF ID avait été le 28 avril reçue par Pierre Joxe, président du groupe socialiste, le ministre de l'Éducation nationale multiplie les auditions pour tenter d'apaiser.  Le 10 mai, Alain Savary reçoit de nouveau les délégués de la Coordination nationale des étudiants contre la loi Savary ainsi que les représentants de trois syndicats de droite, CLEF, CNEF et UNI, qui ressortent « déçus » de l’entretien et critiquent un projet « flou et imprécis ».  De son côté l'UNEF ID critique Alain Savary qui « donne à la population l’image de la coordination comme porte-parole du mouvement » alors qu’elle n'est pas représentative et qu'elle est « colonisée par les étudiants de droite et d’extrême droite ». Le lendemain, le ministre reçoit  un groupe des « exclus » de cette Coordination nationale, parmi lesquels Jean-Léo Gros, président du CELF et Stéphane Mantion, président de la CNEF.  
Une deuxième coordination nationale est à ce moment-là créée à Montpellier par les délégués de « neuf facultés en lutte », au sein de laquelle les syndicats étudiants n’ont qu’une voix consultative. Cette deuxième coordination reproche au ministre d'avoir reçu le 11 mai une « délégation jamais mandatée » et « appartenant à la troïka CELF-CNEF-UNI », selon elle discréditée par « les menaces et la violence ».
Trois cortèges différents se rassemblent le 24 mai à Paris. Celui de la « seconde » coordination nationale, rassemble seulement quelques centaines de personnes à Jussieu et celui de l’UNEF – Indépendante et démocratique 1 500 à 2 000 personnes selon la police. De son côté, la "Coordination nationale des étudiants contre la loi Savary" rassemble de 12 000 à 15 000 personnes, entaché par des incidents multiples. Le journal télévisé montre en tête du cortège, les professeurs de droit en robe noire et rouge, applaudis par les étudiants.

### Les moyens de contestations parfois violents

#### Les affrontements du 27 avril devant l'Assemblée nationale
Le 27 avril à Paris, 5000  manifestants étudiants en droit ou sciences économiques d'une demi-douzaine d'universités parisiennes participent au rassemblement, interdit place de la Concorde, qui a réussi néanmoins à traverser cette place et à parcourir une partie des Champs-Élysées et les rues avoisinantes. Des heurts ont eu lieu en particulier devant l'Assemblée nationale avec les forces de police, qui ont fait usage de grenades lacrymogènes et d'un canon à eau,. La Coordination nationale, dans un communiqué, " rejette la responsabilité de ces incidents sur les seules forces de l'ordre ". Pour l’UNEF-Solidarité Étudiante, la violence des manifestations illustre la volonté de la droite de faire de l’Université un foyer de déstabilisation du pouvoir.

#### Les manifestations des 5 et 9 mai
Au cours de la manifestation du 5 mai, des militants du Groupe union défense sont photographiés avec des masques sur la bouche et des bâtons de deux mètres en main. Elle se termine par des incidents près de la gare d’Austerlitz: des voitures sont incendiées, près de 100 policiers blessés, comme 80 étudiants dont deux grièvement. Parmi les 113 personnes arrêtées, quatre représentants de la Coordination nationale. Les manifestations reprennent le 9 mai : 5 000 étudiants en Pharmacie issus de 24 facultés, réunis à l’appel de l’ANEPF – Association Nationale des Étudiants en Pharmacie de France – tentent sans succès d’occuper le Ministère de la Santé.

#### Le 11 mai: occupations à la Sorbonne, la Haute-Autorité et au Festival de Cannes
Le 11 mai des manifestants du Groupe union défense détournent un bus de la RATP et brisent son pare-brise. Ce même jour, pendant que les délégués du Comité Inter-CHU négocient, les étudiants en Médecine veulent bloquer le Festival de Cannes, ce qui entraîne des affrontements avec les CRS puis bloquent le trafic ferroviaire entre Nice, Antibes et Marseille. Le même jour, des heurts ont lieu entre les étudiants de Paris II et la police après l’invasion de la cour de la Sorbonne et l’occupation des locaux de la Haute autorité de la communication audiovisuelle. Les affrontements dégénèrent à Paris, Lyon, Lille et Bordeaux où les étudiants tentent d’édifier des barricades dans la soirée. Les incidents font 14 blessés – 10 côté étudiants et 4 côté police – et sept personnes sont arrêtées, dont trois sont déférés devant le Parquet de Paris.

#### Le début d'incendie au rectorat le 17 mai et la séquestration du président d'Assas
ees incidents se multiplient durant la seconde quinzaine de mai. Les étudiants d’Aix-en-Provence procèdent à l’édification de barricades le 13 mai. Le 17 mai, ils bombardent le Rectorat d’œufs et de divers projectiles, notamment de cocktails Molotov qui provoquent un début d’incendie. A Nice le même jour, dix enseignants de l’UER de Droit et Sciences économiques ainsi que le doyen de l’UER présentent leur démission pour protester contre la loi Savary avec le soutien de leurs étudiants. Ceux  de Montpellier « tagguent » les bus de la ville et un avion en stationnement sur l’aéroport de Montpellier Fréjorgues. Le 18 mai, environ 1 000 étudiants se rassemblent à l’appel des « Comités d’action d’universités parisiennes » et tentent à nouveau d’occuper la Sorbonne.
Le 20 mai à Paris, les étudiants de la faculté d’Assas, mécontents de ne pas avoir obtenu le report de leurs examens à septembre, ont décidé d’occuper leurs locaux, en retenant le président de leur université  Jacques Robert, pendant plusieurs heures.

#### Le face-à-face avec Jack Lang en pleine rue
Au cours de ces semaines d'agitation le nom du Groupe union défense est cité des centaines de fois dans la presse. Le 24 mai 1983, Jack Lang est reconnu alors qu'il circulait en voiture près la Gare Montparnasse et se fait bousculer par des manifestants. Selon sa version, les manifestants criaient "à mort", selon ces derniers c'était "à poil". Le ministre affirme qu'on l’a "attaqué avec l'intention de le blesser" et dénonce "des fascistes utilisant des méthodes nazies".
Le 24 mai, le journal télévisé montre  des manifestants casqués et armés de gourdins, qui manipulent un petit engin de terrassement sur le Pont Alexandre III, où les affrontements se poursuivront au Quartier Latin pour faire 251 blessés, et enfin une autre manifestation, celle de l'UNEF ID . Ce jour-là, 78 personnes sont interpellées, 11 gardées à vue, 31 policiers blessés.

#### L'invasion du 20 heures à la télévision
Le 25 mai Le Premier ministre Pierre Mauroy déclare à l’Assemblée nationale que la loi sera appliquée avec fermeté et sévérité après les violences étudiantes de la veille. Le lendemain, le Journal télévisé d’Antenne 2 est perturbé par une cinquantaine d’étudiants ; leur irruption sur le plateau du journal de 20 heures oblige Patrick Poivre d'Arvor à annoncer que le journal du 26 mai doit s'arrêter là. Derrière lui, on entend crier "Étudiants en colère !" et la caméra diffuse à l'antenne des plans des étudiants sur le plateau, tandis qu’à Bordeaux, l’entrée de FR3 est bloquée par les étudiants et qu'à Strasbourg, l’entrée du Palais de justice est murée par les étudiants en Pharmacie.

### Le contexte plus général de protestations sociales

#### Les mouvements dans les universités de médecine
Le mouvement des étudiants contre la loi Savary  vont surtout se greffer sur la « journée nationale d’avertissement » organisée par le Comité Inter-CHU le 10 mars 1983, démarrée pour d'autres motifs, pour protester contre certaines dispositions de la loi du 23 décembre 1982 réformant les études médicales. À Paris, près de 4 500 étudiants défilent de l’hôpital de la Salpêtrière au pont Alexandre III, où ils sont bloqués par la police. Le mouvement plus global, dit des "étudiants; internes et professeurs en médecine" a lui démarré dès le 22 mars. Les étudiants en médecine défilent à nouveau à Paris le 12 avril. Ce mouvement va durer jusqu'au 20 mai, quand, réunis à la faculté de médecine de Rouen, les étudiants en médecine ont décidé par un vote la reprise des cours en acceptant le protocole d’accord des médiateurs, tout en demandant également que certains points soient éclaircis. Les médiateurs venaient de rendre public leurs propositions concernant les unités d’enseignement et de recherches médicales, ce que réclamaient les internes et chefs de clinique.  
Pour le professeur Robert Merle d'Aubigné, assurer l'avenir de l'hôpital universitaire, c'est d'abord maintenir une catégorie de médecins essentielle à ses yeux : celle des chefs de clinique tandis que le docteur Jean Carpentier dénonce des " artifices organisationnels ou budgétaires "  alors que pouvoir se contente de gérer un modèle qui date d'un demi-siècle. Dès  le 25 avril pour tenter de résoudre les grèves des internes et des étudiants, un « conseil de médiateurs » avait été mis en place par  le Premier ministre Pierre Mauroy. Le 27 avril, une manifestation groupant sur les Champs-Élysées plusieurs centaines d'étudiants en pharmacie a été dispersée, dans la soirée, par les forces de l'ordre. Un mot d'ordre de grève nationale " totale et illimitée " a été lancé le 27 avril par l'Union nationale des étudiants en chirurgie dentaire (U.N.E.C.D.). Ces étudiants réclament des précisions sur leur mode de participation aux travaux de réforme et demandent " le report du vote sur la loi d'orientation de l'enseignement supérieur "
Dans un texte, remis le 29 avril aux délégués des internes et les chefs de clinique des centres hospitalo-universitaires (C.H.U.), le Premier ministre reconnait la « spécificité des U.E.R. médicales » et décide une concertation sur le maintien d'un corps unique hospitalo-universitaire, s'opposant ainsi au projet initial d'Alain Savary

#### Les manifestations agricoles contre les montants compensatoires monétaires
Parallèlement se développe une mobilisation pour demander au gouvernement de supprimer les "montants compensatoires monétaires" mis en place après la dévaluation d'avril 1983, consécutive aux élections municipales. Les actions de contrôle et d'interception des camions transportant des viandes étrangères importées se multiplient. Un millier d'agriculteurs bretons escortent jusqu'à la rue de Varenne, siège du ministère de l'agriculture, un camion transportant de la viande de porc importée de Tchécoslovaquie, intercepté en Bretagne. Le convoi, formé d'une quinzaine d'autocars et de quarante camions, a fait halte à l'esplanade des Invalides, après avoir rallié des manifestants de tous les départements traversés. Le camion, estiment les manifestants venus de Landivisiau (Finistère), constitue selon les manifestants  " la preuve irréfutable des importations déloyales de viande des pays étrangers ". Ceux-ci se mobilisent aussi pour deux militants paysans bretons dont l'incarcération le 22 avril est à l'origine de violentes manifestations à Quimper et à Chateaulin (le Monde des 24-25 et 26 avril). Leur mise en liberté, ordonnée lundi 25 avril par la chambre d'accusation de la cour d'appel de Rennes ne suffit pas à apaiser les agriculteurs.  Près de Tourcoing un camion danois et un autre néerlandais ont été déchargés d'une partie de leur cargaison de jambons et de salaisons, tandis qu'à Rennes, les manifestants ont bloqué l'express Quimper-Paris et qu'à Nantes plus de deux cents agriculteurs ont occupé les locaux de la direction départementale de l'agriculture.

## Conséquences

### L'échec de Savary sur l'école privée en 1984
Les manifestations contre le projet de loi Savary sur les universités ont parfois été caricaturées ou critiquées avec virulence dans les médias pour leur extrémisme et n'ont pas empêché l'adoption de la Loi Savary, mais ont finalement affaibli le gouvernement de Pierre Mauroy plus qu'il ne l'escomptait et il en sera pénalisé lors de la contestation du Projet de loi Savary, un projet de loi française visant à la création d'un grand service public de l'éducation, lui aussi préparé par Alain Savary et évoqué dès le Conseil des ministres du 4 août 1982.
Les associations de parents de l'« École libre » réagissent très vivement et organisent une grande manifestation à Paris le 24 juin 1984 qui rassemble deux millions de personnes selon les organisateurs, et 850 000 selon la police,.
François Mitterrand, invité de TF1 le 14 juillet 1984, tout en rendant hommage à Alain Savary et en trouvant « bonne » sa « loi », annonce qu'il en demande le retrait. Pierre Mauroy et Alain Savary apprennent l'information par la télévision. Le 17 juillet, Alain Savary présente sa démission, suivi de Pierre Mauroy quelques heures plus tard. Le soir, Laurent Fabius est nommé Premier ministre. Alain Savary est remplacé dès 1984 par Jean-Pierre Chevènement. Le président Mitterrand indique à des journalistes, en 1989, qu'il « avai[t] conscience, en décidant [s]on intervention du 12 juillet, que [s]es propos allaient entraîner la démission de Savary, puis, très probablement, celle du gouvernement Mauroy, parvenu à un net degré d'usure ». 

### Le projet de loi Devaquet de 1986
Par ailleurs, de nombreuses universités refusent d’appliquer la réforme Savary des universités et il faut attendre 1988 pour voir le gouvernement de Michel Rocard généraliser la réforme, après l’échec d’un « retour en arrière » avec la loi Devaquet.
Le rejet par la droite de la Loi Savary sur les universités l'a en effet amené, entre-temps, à proposer lors de son retour au pouvoir en mars 1986 un autre projet de réforme des universités, le Projet de loi Devaquet, qui sera lui aussi contesté et même abandonné en décembre 1986.
Lors des élections de 1983 auxquelles participent 25 % des étudiants, les syndicats qui ont participé au mouvement ne sont pas sur une dynamique ascendante. L’UNEF Solidarité Étudiante obtient 21,04 % des voix et 1 484 sièges contre 19,86 % à l’UNEF – Indépendante et démocratique et 1 645 sièges. Les autres groupes « structurés » sont largement en retrait : la CNEF obtient 4,2 % des voix et 153 sièges ; le CELF 3 % et 105 sièges ; l’UNI 3 % et 125 sièges.[réf. nécessaire]